# Pentacentrus microtympanalis
Pentacentrus microtympanalis är en insektsart som beskrevs av Andrej Vasiljevitj Gorochov 1986. Pentacentrus microtympanalis ingår i släktet Pentacentrus och familjen syrsor. Inga underarter finns listade i Catalogue of Life.